# آمریکن کویین
آمریکن کویین (به انگلیسی: American Queen) یک کشتی است که طول آن ۴۱۸ فوت (۱۲۷ متر) و ارتفاع آن ۱۰۹٫۵ فوت (۳۳٫۴ متر) می‌باشد. این کشتی در سال ۱۹۹۵ ساخته شد.